# Escandorgue
Der Escandorgue ist ein kleines, im südfranzösischen Département Hérault gelegenes Vulkanmassiv des Quartärs. Es bildet einen rund 30 Kilometer langen, Nord-Süd-streichenden, gratartigen Höhenrücken, der im Norden mit dem Causse du Larzac verbunden ist.

## Geografie
Der Escandorgue trennt das Einzugsbecken des Lergue und des Salagou im Osten vom Einzugsbecken des Orb im Westen. Darüber hinaus wird er von folgenden Flüssen entwässert:
- Graveson
- Ruisseau du Mas de Mérou
- Ruisseau de Mélac
- Ruisseau de Sourian
- Ruisseau de Vasplongues
- Ruisseau de Nize
- Soulondre

Der Höhenrücken bildet einen südlichen Fortsatz des zwischen 800 und 900 Meter hohen Causse du Larzac. Er beginnt im Norden unweit nordwestlich des 785 Meter hohen Col du Perthus (an der D 902), überschreitet dann eine Meerhöhe von 850 Meter und fällt gen Süden allmählich auf 400 Meter ab. Er kulminiert im Nordabschnitt mit dem Plateau de l’Escandorgue auf 851 Meter, sein zweithöchster Gipfel, der Pioch Lachiou erreicht 849 Meter.
Auf der Passhöhe des Col de la Baraque de Bral (611 Meter) überquert die RD 35 von Lunas nach Lodève den Höhenrücken. Vom Col zweigt die D 142 in Richtung Le Caylar nach Norden ab und folgt dabei dem gesamten Nordabschnitt des Escandorgue. Nach dem Einschnitt des Col de la Baraque gewinnt der Escandorgue im Süden wieder an Höhe und erreicht im Le Mourel nochmals 698 Meter. Das topografische Südende des Escandorgue im eigentlichen Sinne bildet dann der Pass Col de la Merquière bei Brenas mit 372 Meter.
Auf dem Escandorgue befinden sich keine größeren Ansiedlungen, sondern nur kleinere Dörfer und Weiler. Die Höhenlagen werden vorwiegend für die Viehzucht genutzt.

## Geologie

Die Anordnung der vulkanischen Ablagerungen im Département Hérault. Der Escandorgue im Norden besticht durch seine geradlinige Nord-Süd-Ausrichtung

Volumenmäßig wird der größte Teil des Escandorgue-Höhenrückens von flachliegenden jurassischen Sedimenten aufgebaut, die von quartären Vulkaniten basaltischer Zusammensetzung abgedeckt werden. Die Juraserie ist eine südliche Fortsetzung der Schichtenfolge des Causse du Larzac, bestehend aus Mergeln des Lias sowie Dolomiten und Kalken des mittleren und oberen Juras. Der Vulkanismus setzte im Gelasium vor zirka 2,5 Millionen Jahren BP ein und dauerte bis ins Pleistozän (1,5 Millionen Jahre BP). In diesem rund eine Million Jahre dauernden Zeitraum entließen mehrere kleine Vulkanzentren mittels strombolischer Eruptionen basaltische Laven, die sich über das Plateau ergossen und Paläotäler auffüllten.

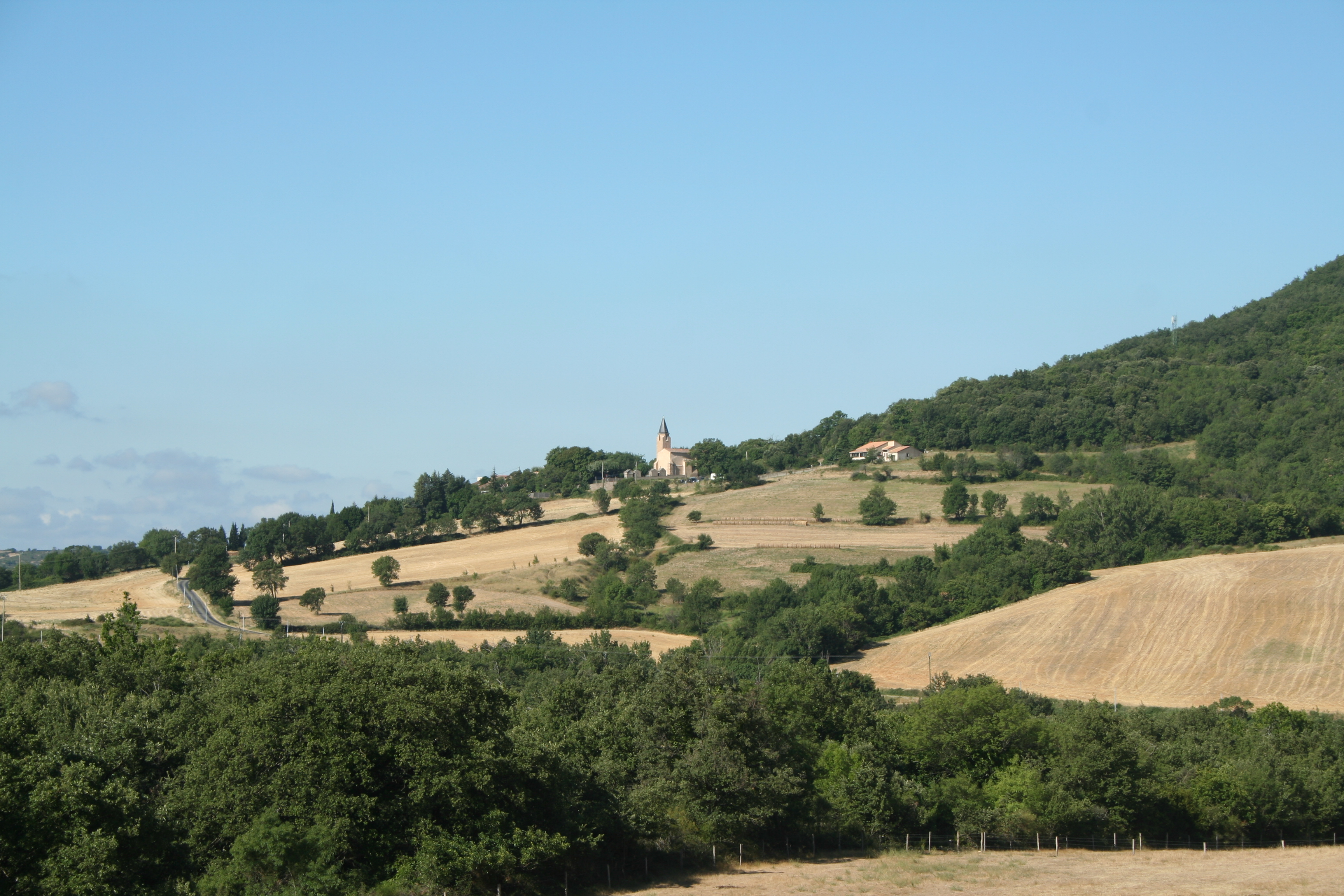
Brenas am Südende des Escandorgue

Folgende Vulkanzentren lassen sich von Nord nach Süd bis zum 372 Meter hohen Col de la Merquière unterscheiden:
- Vulkankegel westlich von Campestre. Er liegt auf über 800 Meter Höhe und hat sich auf Dolomiten des Doggers errichtet.
- Basaltextrusion westlich von Villecun am Col de Bellevue. Über dem Hettangium sind zwei Necks aufgedrungen, die über einen Gang in Verbindung stehen. Um eines der Förderzentren legen sich Ring-Dykes.
- Bedeutender Vulkan bei Saint Amans.
- Großer Vulkankegel am 635 Meter hohen Signal de Brenas westlich von Brenas. Der aus Aschen, Lapilli und Schlacken zusammengesetzte strombolische Kegel wird von basaltischen Gängen durchzogen und erhebt sich über triassischem Muschelkalk.
- Lavastrom am Col de la Merquière auf 440 Meter Höhe.

Südlich des Col de la Merquière folgt das große basaltische Plateau de Cerlencas, das bereits den Schichten des Saxoniums (Perm) aufliegt. Streng genommen gehört es zwar nicht mehr zum Escandorgue, steht aber mit ihm in engem genetischen Zusammenhang.  Das Magma drang hier an zwei bedeutenden, sich überschneidenden Störungen auf – der Südost-streichenden Mas-Blanc-Verwerfung und der Ostnordost-streichenden Naves-Verwerfung. Vom Signal de Brenas zum Plateau de Cerlencas erstrecken sich zwei Rücken mit mehreren Necks, wie beispielsweise Castelas de Malevielle, La Roque südöstlich von Campillergues auf 338 Meter Höhe und Pioch-Aurous-Haut auf 361 Meter Höhe, ein massiver Basanit mit Entwicklung hin zu Ankaramit und Limburgit. Alle diese Necks überlagern ebenfalls Saxonium. Der östlich von Bédarieux gelegene Vulkankegel des Courbezou (486 Meter) kann als südlichster Ausläufer der Vulkane des Escandorgue angesehen werden. Er liegt über Dolomiten des Bathoniums und Bajociums sowie Tonen und Kiesen des unteren Eozäns. Hier enden die Vulkane des Escandorgue, der Vulkanismus setzt sich aber weiter nach Norden (bis Canals auf dem Larzac) und nach Süden fort (beispielsweise in Basalten der Monts de Faugères östlich von Faugères und in Basalten der Monts de Cabrières) nördlich von Lieuran-Cabrières, um schließlich am Vulkan von Cap d’Agde das Mittelmeer zu erreichen.